# Mogrus fabrei
Mogrus fabrei is een spinnensoort in de taxonomische indeling van de springspinnen (Salticidae).
Het dier behoort tot het geslacht Mogrus. De wetenschappelijke naam van de soort werd voor het eerst geldig gepubliceerd in 1885 door Eugène Simon.